# Stenelmis miyamotoi
Stenelmis miyamotoi is een keversoort uit de familie beekkevers (Elmidae). De wetenschappelijke naam van de soort werd in 1958 gepubliceerd door Nomura & Nakane.